# Fejl Etage
Fejl Etage er en dansk stumfilm fra 1916 med ukendt instruktør.

## Handling
Denne artikel mangler et handlingsreferat. Hjælp os med at skrive det.

## Medvirkende
- Jørgen Lund - Professor Jensen
- Hildur Møller - Fru Jensen, professorinde
- Emanuel Gregers - Fuldmægtig Vang
- Mette Andersen - Vangs husholderske
- Viggo Larsen - Dørmand